# Église Saint-Jean-XXIII du Bois-l'Abbé
L’église Saint-Jean XXIII du Bois-l'Abbé est une église catholique située à Chennevières-sur-Marne dans le département français du Val-de-Marne,,. Elle tient son nom du Bois-l'Abbé, grand ensemble HLM situé à Champigny-sur-Marne et Chennevières-sur-Marne.

## Historique
L'autel et la cloche ont été bénis en 2010.
Bâtie dans les années 1970, son jubilé a été fêté en 2021.